# Ahmad Nesar
Ahmad Nesar (arabisch احمد نثار; * 7. Dezember 1958) ist ein ehemaliger afghanischer Boxer.
Nesar war 1980 Mitglied der afghanischen Mannschaft bei den Olympischen Sommerspielen in Moskau. Er ging im Olympische Sommerspiele 1980/Boxen – Bantamgewicht, der Gewichtsklasse bis 54 kg, an den Start. Nach einem Freilos in der ersten Runde, traf er in der zweiten Runde auf den acht Jahre älteren Äthiopier Ayele Mohammed. Ihm unterlag er nach Punkten klar mit 0:5.